# 萧马
萧马（1930年11月18日—2011年10月10日），原名严敦勋，是一位中国作家和编剧。

## 生平
1930年出生于福建厦门。
2011年在北京逝世，享年81岁。

## 家庭
其父为翻译家嚴恩春，女儿是著名作家严歌苓。

## 著作
著有长篇小说《破壁记》、《纸铐》、电影文学剧本《巨澜》、《柳暗花明》等。